# ザンクト・ファイト・アン・デア・グラン郡

ザンクト・ファイト・アン・デア・グラン郡
Bezirk Sankt Veit an der Glan

ザンクト・ファイト・アン・デア・グラン郡（ザンクト・ファイト・アン・デア・グランぐん、独: Bezirk Sankt Veit an der Glan）は、オーストリアのケルンテン州にある郡（Bezirk; 行政管区とも訳される）。単にザンクト・ファイト郡と呼ばれることもある。郡庁所在地はザンクト・ファイト・アン・デア・グラン。
西でフェルトキルヒェン郡と、南でクラーゲンフルトおよびクラーゲンフルト＝ラント郡と、南東でフェルカーマルクト郡と、東でヴォルフスベルク郡と、北でシュタイアーマルク州のユーデンブルク郡およびムーラウ郡と接する。
ザンクト・ファイト・アン・デア・グラン郡には以下の20の市町村（Gemeinde; ゲマインデ）がある。そのうち4つが市（Stadt）に、9つが町（Marktgemeinde; 市場町）に指定されている。
- アルトーフェン Althofen （市）
- ブリュックル Brückl （町）
- ドイチュ＝グリッフェン Deutsch-Griffen
- エーバーシュタイン Eberstein （町）
- フラウエンシュタイン Frauenstein
- フリーザハ Friesach （市）
- グレドニッツ Glödnitz
- グルク Gurk （町）
- グッタリング Guttaring （町）
- ヒュッテンベルク Hüttenberg （町）
- カッペル・アム・ Kappel am Krappfeld
- クライン・ザンクト・パウル Klein Sankt Paul （町）
- リーベンフェルス Liebenfels （町）
- メツニッツ Metnitz （町）
- ミヒェルドルフ Micheldorf
- メルブリング Mölbling
- ザンクト・ゲオルゲン・アム・レングゼー Sankt Georgen am Längsee
- ザンクト・ファイト・アン・デア・グラン Sankt Veit an der Glan （市）
- シュトラスブルク Straßburg （市）
- ヴァイテンスフェルト・イム・グルクタール Weitensfeld im Gurktal （町）